# Shock of Love
Singles de Nanase Aikawa
Roppongi Shinjyu
(2002) R-Shitei
(2003)
Shock of Love est le 22e single de Nanase Aikawa, sorti sous le label Avex Trax le 13 février 2003 au Japon. Il atteint la 39e place du classement de l'Oricon et reste classé pendant 3 semaines pour un total de 6 000 exemplaires vendus. Shock of Love se trouve sur l'album 7 seven et sur la compilation Rock or Die.

## Liste des titres
| 1. | Shock of Love                      |  |
| 2. | That Day + That Moment             |  |
| 3. | Fukinshin na Nozomi (不謹慎な望み) |  |